# Ахметшин, Ильяс Рамилевич
Илья́с Рами́левич Ахме́тшин (род. 1986) — российский лыжник. Дважды мастер спорта по полиатлону (2011) и лыжным гонкам (2012), согласно приказам Минспорттуризма России от 04.04.2011 № 44-нг и от 23.04. 2012 № 66-нг
Воспитанник «Стерлитамакской ДЮСШ № 2», тренер Ишмурзин А. И.
Высшее образование получает в Стерлитамакской государственной педагогической академии им. Зайнаб Биишевой, ФПиП, группа ПиП 52